# Frickson Erazo
Frickson Rafael Erazo Vivero (Esmeraldas, 5 maggio 1988) è un ex calciatore ecuadoriano, di ruolo difensore.

## Carriera
Viene convocato per la Copa América Centenario negli Stati Uniti.

## Palmarès

### Club

#### Competizioni nazionali
- Campionato ecuadoriano: 2

El Nacional: 2006
Barcelona SC: 2012